# Labergement-Foigney
Labergement-Foigney – miejscowość i gmina we Francji, w regionie Burgundia-Franche-Comté, w departamencie Côte-d’Or.
Według danych na rok 1990 gminę zamieszkiwało 407 osób, a gęstość zaludnienia wynosiła 53 osoby/km² (wśród 2044 gmin Burgundii Labergement-Foigney plasuje się na 522. miejscu pod względem liczby ludności, natomiast pod względem powierzchni na miejscu 1063.).